# 山田麗奈
山田 麗奈（やまだ れな、1985年12月19日 - ）は、元北海道文化放送のアナウンサー。株式会社GEM所属。

## 来歴
北海道函館市出身。横浜国立大学教育人間科学部卒業。
大学在学中、所属していた国際交流サークルの打ち上げ代を稼ぐという目的でミスコンにエントリーし、2005年秋に行われたミスキャンパス「Miss YNU Contest 2005」に参加・出場し、グランプリを受賞。翌年3月には、インターネット接続サービスSo-netの広報活動に従事する「So-netキャンパスサポーターズ」の2期生にも選ばれた。日本テレビのバラエティ番組『恋のから騒ぎ』出演メンバーの13期生でもあった。
大学を卒業後、香水を扱う輸入商社兼メーカーへの勤務を経て、2009年4月に北海道文化放送に入社。同局のアナウンサーになるも、2010年1月31日をもって退社した。
ベンチャー企業の人事・営業、大手百貨店のメンズファッションライターなどを経て、2019年よりフリーアナウンサーとして活動している。

## 出演

### 大学時代
- 恋のから騒ぎ（2006年、日本テレビ） - 出演メンバー13期生
- CampusNavi.TV（2007年、北海道放送）

### 北海道文化放送
- UHBニュース - 不定期出演
- みちゅバチのこれ見て!（2009年4月17日 - 2010年1月26日）
- のりゆきのトークDE北海道（2009年9月ごろ[いつ?] - 2010年1月31日） - 金曜日天気コーナー担当
- 早おき!てれび めざまし北海道（2009年10月 - 2010年1月26日）